# Sault-lès-Rethel
Sault-lès-Rethel és un municipi francès situat al departament de les Ardenes i a la regió del Gran Est. L'any 2007 tenia 1.877 habitants.

## Demografia

### Població
El 2007 la població de fet de Sault-lès-Rethel era de 1.877 persones. Hi havia 786 famílies de les quals 232 eren unipersonals (104 homes vivint sols i 128 dones vivint soles), 255 parelles sense fills, 231 parelles amb fills i 68 famílies monoparentals amb fills.
La població ha evolucionat segons el següent gràfic:
Habitants censats

### Habitatges
El 2007 hi havia 846 habitatges, 810 eren l'habitatge principal de la família, 4 eren segones residències i 33 estaven desocupats. 556 eren cases i 286 eren apartaments. Dels 810 habitatges principals, 461 estaven ocupats pels seus propietaris, 336 estaven llogats i ocupats pels llogaters i 13 estaven cedits a títol gratuït; 13 tenien una cambra, 65 en tenien dues, 113 en tenien tres, 197 en tenien quatre i 422 en tenien cinc o més. 526 habitatges disposaven pel capbaix d'una plaça de pàrquing. A 399 habitatges hi havia un automòbil i a 288 n'hi havia dos o més.

### Piràmide de població
La piràmide de població per edats i sexe el 2009 era:
| Homes | Edats   | Dones |
| ----- | ------- | ----- |
| 0     | 95 o +  | 0     |
| 4     | 90 a 94 | 0     |
| 8     | 85 a 89 | 12    |
| 8     | 80 a 84 | 8     |
| 24    | 75 a 79 | 16    |
| 36    | 70 a 74 | 56    |
| 64    | 65 a 69 | 72    |
| 52    | 60 a 64 | 52    |
| 24    | 55 a 59 | 28    |
| 68    | 50 a 54 | 80    |
| 60    | 45 a 49 | 40    |
| 60    | 40 a 44 | 68    |
| 100   | 35 a 39 | 92    |
| 72    | 30 a 34 | 64    |
| 72    | 25 a 29 | 68    |
| 48    | 20 a 24 | 40    |
| 68    | 15 a 19 | 76    |
| 72    | 10 a 14 | 88    |
| 92    | 5 a 9   | 44    |
| 48    | 0 a 4   | 48    |

## Economia
El 2007 la població en edat de treballar era de 1.197 persones, 817 eren actives i 380 eren inactives. De les 817 persones actives 693 estaven ocupades (403 homes i 290 dones) i 124 estaven aturades (55 homes i 69 dones). De les 380 persones inactives 139 estaven jubilades, 114 estaven estudiant i 127 estaven classificades com a «altres inactius».

### Ingressos
El 2009 a Sault-lès-Rethel hi havia 800 unitats fiscals que integraven 1.891 persones, la mediana anual d'ingressos fiscals per persona era de 15.943 €.

### Activitats econòmiques
Dels 68 establiments que hi havia el 2007, 2 eren d'empreses alimentàries, 6 d'empreses de fabricació d'altres productes industrials, 12 d'empreses de construcció, 30 d'empreses de comerç i reparació d'automòbils, 2 d'empreses de transport, 2 d'empreses d'hostatgeria i restauració, 2 d'empreses financeres, 1 d'una empresa immobiliària, 2 d'empreses de serveis, 4 d'entitats de l'administració pública i 5 d'empreses classificades com a «altres activitats de serveis».
Dels 22 establiments de servei als particulars que hi havia el 2009, 4 eren tallers de reparació d'automòbils i de material agrícola, 1 taller d'inspecció tècnica de vehicles, 2 autoescoles, 2 paletes, 5 guixaires pintors, 1 fusteria, 2 lampisteries, 3 perruqueries i 2 restaurants.
Dels 6 establiments comercials que hi havia el 2009, 2 eren supermercats, 1 una botiga de menys de 120 m², 1 una botiga de roba, 1 una botiga d'electrodomèstics i 1 una joieria.
L'any 2000 a Sault-lès-Rethel hi havia 5 explotacions agrícoles.

## Equipaments sanitaris i escolars
L'únic equipament sanitari que hi havia el 2009 era una farmàcia.
El 2009 hi havia una escola elemental. Sault-lès-Rethel disposava d'un col·legi d'educació secundària amb 348 alumnes.

## Poblacions més properes
El següent diagrama mostra les poblacions més properes.